# ريجنسي (إندونيسيا)

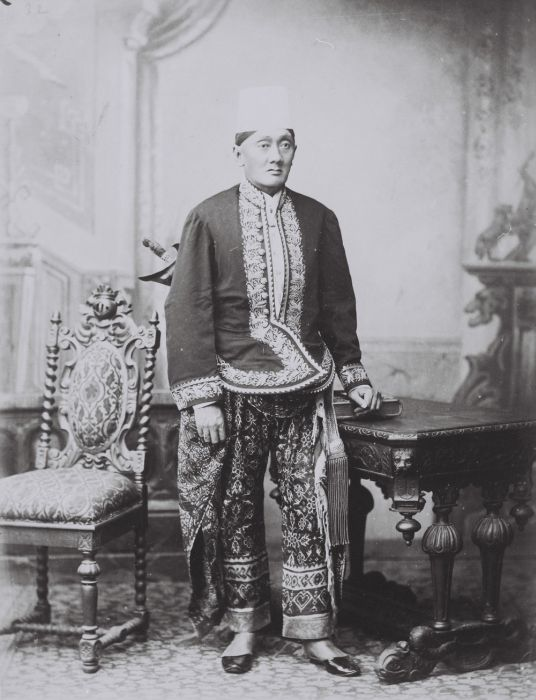
صورة لأحد الاوصياء الجاوه في الزي الرسمي (حوالي 1900).

ريجنسي (لغة إندونيسية: kabupaten) (بالإنجليزية: regency)‏، هي منطقة وصاية أو ولاية بالوصاية، وتعني أنها منطقة تحكم بالوصاية من قبل أشخاص نيابة عن الحكومة. وهي قسم إداري من المستوى الثاني في إندونيسيا ، تدار مباشرة تحت مقاطعة. كما تُترجم مصطلح المقاطعة الإندونيسية أحيانًا على أنها «بلدية». وتنقسم المناطق والمدن إلى مقاطعات ( مقاطعة فرعية).
الأشخاص الذين تمنح لهم وصاية الإدارة، كانوا في السابق حكام لتلك الممالك والمناطق قبل تشكيل دولة إندونيسيا.